# Strathaven

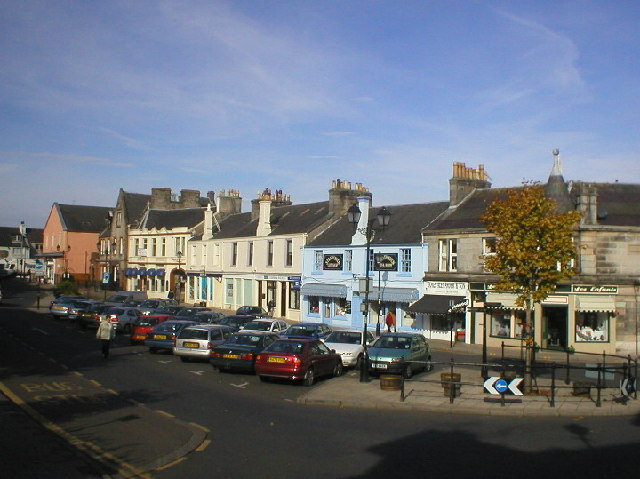
Strathaven: edifici del centro cittadino

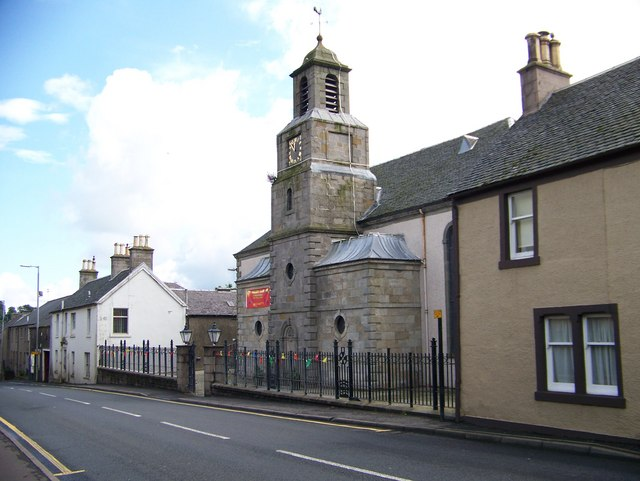
Strathaven: la Kirk Street con l'Avendale Old Church

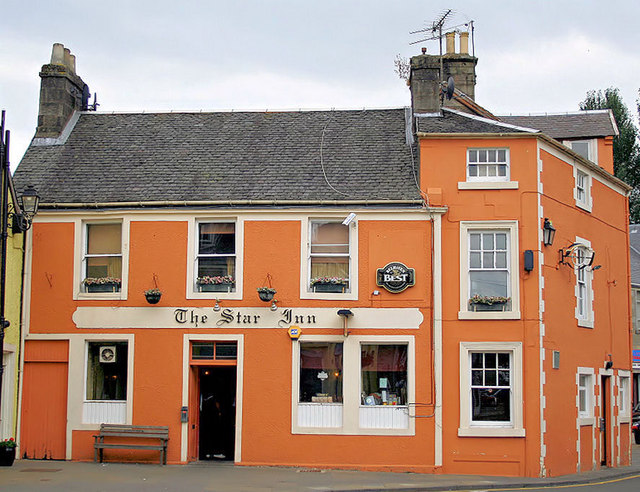
Un pub a Strathaven

Strathaven (pron.: /ˈstreɪvən/; in Scots: Straiven; in gaelico scozzese: Strath Aibhne), nota anticamente anche come Strathavon, è una cittadina di circa 7.500 abitanti della Scozia sud-occidentale, facente parte dell'area di consiglio del Lanarkshire Meridionale (South Lanarkshire) e situata lungo il corso dell'Avon Water (da cui il nome).

## Geografia fisica
Strathaven si trova nella parte nord-occidentale del South Lanarkshire, a circa metà strada tra Glasgow e Kilmarnock (rispettivamente a sud/sud-est della prima e a nord-est della seconda).

## Storia
La città sorse attorno ad un castello, realizzato nella metà del XIV secolo.
Nel corso del XVIII secolo, l'Avon Water costituiva un'importante risorsa economica che portò alla creazione di un mulino che garantì lo sviluppo dell'industria tessile.
A partire dal XIX secolo, la città fu dotata di un ufficio postale e furono create numerose fabbriche, tra cui un birrificio. Il birrificio di Strathaven andò in seguito distrutto da un incendio nel 1847.

## Monumenti e luoghi d'interesse

### Architetture religiose

#### East Church
Tra i principali edifici religiosi di Strathaven, figura l'East Church ("Chiesa Orientale"), risalente al 1477.

### Architetture civili

#### Strathaven
Altro luogo d'interesse è lo Strathaven Park, che ospita al suo interno una ferrovia in miniatura.

### Architetture militari

#### Castello di Strathaven
Tra i principali monumenti di Strathaven, figurano inoltre le rovine del castello di Strathaven, costruito nella metà del XIV secolo dalla famiglia Baird.
|  |

### Sculture

#### Drumclog Monument
Altro punto d'interesse della città è rappresentato dal Drumclog Monument, un monumento che commemora la battaglia di Drumclog, combattuta nel 1679.

## Società

### Evoluzione demografica
Al censimento del 2011, Strathaven contava una popolazione pari a 7.484 abitanti.
La località ha conosciuto un sensibile decremento demografico rispetto al 2001, quando contava 7.790 abitanti.